# Susan Mary Mackay
Susan Mary „Sue“ Mackay (geboren am 14. April 1960 in Aberdeen, Schottland, Vereinigtes Königreich) ist eine ehemalige Politikerin der Australian Labor Party und Gewerkschafterin. Von 1996 bis 2005 war sie für Tasmanien Mitglied des Senats von Australien.

## Beruflicher Werdegang
Mackay zog im Alter von sieben Jahren von Schottland nach Tasmanien und ging dort in der Hauptstadt Hobart zur Schule. Nach deren Abschluss nahm sie ein Studium an der Universität Tasmanien auf. Mackay begann ihre berufliche Laufbahn 1980 als Mitarbeiterin der Gewerkschaft Liquor, Hospitality and Miscellaneous Workers’ Union. Von 1982 bis 1983 war sie als Arbeitsvermittlerin beim staatlichen Commonwealth Employment Service angestellt, von 1983 bis 1988 arbeitete sie in verschiedenen Positionen bei der PSU, einer der beiden Vorläuferorganisationen der Gewerkschaft der Beschäftigten des öffentlichen Dienstes.

## Politik
1988 wechselte Mackay in die Politik: zunächst bis 1990 als Mitarbeiterin des Unterhausabgeordneten Duncan Kerr, dann in gleicher Funktion für John White, der in der tasmanischen Regierung für Gesundheit sowie, hier den Ministerpräsidenten Michael Field unterstützend, für Multikulturelles und die Belange der Aborigines zuständig war.
Nachdem es bei der Parlamentswahl 1992 zu einem Machtwechsel gekommen war und nun die Liberalen unter Ray Groom die Regierung stellten, wurde Mackay Generalsekretärin des tasmanischen Landesverbandes von Labor. Diesen Posten gab sie auf, nachdem sie am 2. März 1996 in den Bundessenat gewählt und bereits am 8. März als Nachfolgerin des am 7. Februar zurückgetretenen John Robert Devereux durch das tasmanische Parlament dorthin entsandt worden war. Ihr Mandat konnte sie bei den Wahlen im November 2001 verteidigen. In der Hauptstadt war sie von August 1997 bis November 2001 Mitglied des Schattenkabinetts sowie anschließend bis Oktober 2004 Whip der Senatsfraktion von Labor. Schwerpunkt ihrer politischen Arbeit war die Stärkung der Rechte von Arbeitnehmern, insbesondere bei Fragen des Kündigungsschutzes, der Arbeitsplatzsicherheit sowie der Arbeitsbedingungen für Frauen. Als Schattenministerin war sie für die Bereiche Regionalentwicklung, Bundesterritorien und Lokalverwaltungen zuständig. Sie galt als vehemente Gegnerin der Privatisierung des staatlichen Telekommunikationsunternehmens Telstra. Politisch zählte sie zu Labor Left, der weiter links stehenden Faktion ihrer Partei.
Der Rücktritt von Simon Crean, Bruder ihres Lebensgefährten David Crean, als Bundesvorsitzender von Labor im November 2003 traf Mackay zutiefst, im Oktober 2004 scheiterte ihre erneute Kandidatur als Whip von Labor. Im Juli 2005 gab sie schließlich ihren Senatsposten auf. Sie begründete ihren Rückzug primär mit persönlichen Gründen und verwies darauf, sie mehr Zeit mit Crean verbringen wolle. Außerdem seien unter den neuen Rahmenbedingungen im Oberhaus zur Ausübung dessen Rolle als Kontrollinstanz der Regierung andere Qualifikationen gefragt. Bei der Teilwahl des Senats im Oktober 2004 war es der Liberalen Partei von Premierminister John Howard gelungen, wie auch im Unterhaus, gemeinsam mit ihren Koalitionspartnern eine Mehrheit zu erringen. Eine derartige Konstellation hatte es zuletzt 24 Jahre zuvor gegeben. Für den freigewordenen Sitz im Senat wählte das tasmanische Parlament am 25. August 2005 Carol Brown zur Nachfolgerin.
In der Folge zog das Paar von Tasmanien nach Melbourne, um in der Nähe der kränkelnden Eltern Creans zu leben. 2008 erwarben sie ein Haus im Stadtteil South Yarra. Bald nach dem Tode der Mutter im Januar 2018 – der Vater, Frank Crean, war bereits Ende 2008 verstorben – boten sie ihr Anwesen in Melbourne zum Kauf an.